# Mega Man Star Force
Mega Man Star Force és una sèrie de videojocs d'acció i rol dins de la franquícia Mega Man, desenvolupada per Capcom per a la consola portàtil Nintendo DS. La sèrie consta de vuit títols principals agrupats en tres onades de llançament. La primera onada, llançada el 2006, va estar formada per tres jocs: Mega Man Star Force: Pegasus, Mega Man Star Force: Leo i Mega Man Star Force: Dragon. El 2007 va arribar la segona onada, amb tres títols més: Mega Man Star Force 2: Zerker x Saurian, Mega Man Star Force 2: Zerker x Ninja i Mega Man Star Force 2: Saurian x Ninja. Finalment, el 2008 es va publicar la tercera onada, composta per dos jocs: Mega Man Star Force 3: Black Ace i Mega Man Star Force 3: Red Joker. Col·lectivament, aquests vuit títols formen la trilogia principal de la sèrie Star Force, que actua com a successor espiritual de l'anterior Mega Man Battle Network.
Situada en un futur proper (anys 220X), on les ones electromagnètiques (EM) connecten el món, segueixes les aventures de Geo Stelar, un noi d'11 anys que, després de la suposada mort del seu pare, es fusiona amb l'extraterrestre FM-ian Omega-Xis per convertir-se en Mega Man. El joc manté elements clau del seu predecessor, com els combats per torns en una graella 3x5, on el protagonista es mou lateralment i ataca amb "Battle Cards". Aprofita les capacitats sense fils de la DS per permetre enfrontaments entre jugadors, intercanvi de cartes i la formació d'un "Brother Band" (llaç fraternal).
Capcom va promoure la sèrie amb adaptacions a l'anime i el manga. Tot i assolir un èxit comercial notable (gairebé 600.000 còpies venudes al Japó el 2007), la recepció crítica inicial va ser mixta, amb alguns ressentint la seva semblança amb Battle Network.

## Jugabilitat
Mega Man Star Force combina exploració amb combats dinàmics. Fora de batalla, el jugador explora el món real en perspectiva isomètrica 2D, on pot accedir al Món de les Ones EM (un espai electrònic) mitjançant punts específics de "Canvi d'Ona" (EM Wave Change). En entrar en aquest món o en ordinadors, es poden trobar virus, desencadenant un combat en perspectiva 3D des de darrere de Mega Man. En aquests combats, el moviment es limita a desplaçar-se lateralment per una graella. La salut de Mega Man es mesura en Punts de Vida (PV); si arriben a zero, el jugador haurà de tornar a l'últim punt desat. Els PV es poden recuperar durant i fora dels combats.
La batalla gira entorn de les Cartes de Batalla. El jugador les recull durant l'aventura i les organitza en una "carpeta". Durant el combat, un gàuge personalitzat s'omple, permetent seleccionar un conjunt de cartes a l'atzar per atacar. Les cartes es poden combinar per crear atacs més potents, segons com s'ordenin a la pantalla. Existeixen tres categories de cartes (Standard, Mega i Giga), amb diferents nivells de poder i restriccions per a la carpeta. Algunes cartes tenen elements (com Foc, efectiu contra Fusta), afegint estratègia.
El joc és compatible amb la connexió Wi-Fi de Nintendo, així com amb el joc sense fil. A través del joc sense fil, els jugadors poden intercanviar cartes de batalla i lluitar contra els Mega Man dels altres. Els jugadors també poden utilitzar la xarxa Brother Band per compartir cartes preferides, transformacions de Star Force o millores d'estat, així com enviar correus electrònics.

## Trama

### Ambientació
Mega Man Star Force té lloc l'any fictici 220X, dos-cents anys després del final de la sèrie Mega Man Battle Network, quan el món s'ha connectat mitjançant ones EM. Tres satèl·lits (Pegasus, Leo i Dragon) orbiten la Terra, alimentant el Món d'Ones EM. Els humans utilitzen dispositius anomenats Transers, i els virus d'ones EM amenacen la vida quotidiana.
Els FM-ians, éssers extraterrestres del planeta FM, poden fusionar-se amb humans mitjançant el "Canvi d'Ona EM", creant "Humans d'Ona EM". El protagonista és Geo Stelar, un noi de 11 anys que viu a Echo Ridge. Després de la suposada mort del seu pare Kelvin, s'uneix amb l'FM-ian Omega-Xis per formar Mega Man.

#### Mega Man Star Force(2006)
En Geo, encara afectat per la mort del seu pare a l'estació espacial Peace, descobreix el Visualitzador, un dispositiu que li permet veure el Món d'Ones EM. Coneix l'FM-ian Omega-Xis, que li revela que el seu pare podria estar viu. Junts realitzen un Canvi d'Ona EM per convertir-se en Mega Man i recuperar la Clau d'Andròmeda, robada pel Rei FM. Descobreixen que l'estació Peace està controlada pel Rei FM, i en enfrontar-se a ell, Omega-Xis revela que va salvar la vida de Kelvin convertint-lo en ona. Després de derrotar Andròmeda, el rei (Cepheus) accepta la pau amb la Terra. En tornar, en Geo queda atrapat en l'espai però és salvat pels seus amics mitjançant els vincles de la "Brother Band".

#### Mega Man Star Force 2(2007)
Un any després, apareix l'organització criminal "Dealer", que utilitza FM-ians per cometre delictes. En Geo i Omega-Xis investiguen juntament amb la nova companya de classe Sonia Strumm i el seu FM-ian Lyra. Descobreixen que Dealer ha segrestat el rei Cepheus i planeja utilitzar una arma satèl·lit per dominar el món. Durant l'aventura, en Geo obté noves transformacions (Tribe King) fusionant-se amb altres FM-ians. Després d'enfrontar-se als líders de Dealer (Rogue i la seva aliada Lady Vega), salven Cepheus i destrueixen l'arma, tot i que Rogue aconsegueix escapar.

#### Mega Man Star Force 3(2008)
Dos anys després, un meteorit impacta a la Terra, alliberant una energia anomenada "Soroll" (Noise) que corromp tant humans com FM-ians. En Geo coneix l'estudiant transferit Pat Sprigs i el seu FM-ian Harp Note. Junts investiguen l'Acadèmia Herois, on apareixen criatures corrompudes pel Soroll. Descobreixen que el responsable és Le Mu, un ésser que busca venjança contra els FM-ians. En Geo adquireix la capacitat de controlar el Soroll amb les transformacions Black Ace/Red Joker. Després d'enfrontar-se a Rogue (ara corromput pel Soroll) i descobrir els orígens de Le Mu, en Geo derrota la forma final de l'enemic a l'espai, restaurant la pau entre dimensions.

## Desenvolupament i llançament
La decisió d'acabar la sèrie Mega Man Battle Network amb la sisena entrega no es va prendre fins a la meitat del desenvolupament, ja que els desenvolupadors volien aprofitar el nou maquinari. Segons el productor de Capcom, Takeshi Horinouchi, els jocs de Mega Man Star Force han estat entre els jocs més difícils de desenvolupar de la franquícia perquè " van arribar immediatament després de la sèrie Battle Network ", augmentant les expectatives dels fans.  Masahiro Yasuma va escriure que la raó del sistema de batalla més simplista era deguda al fet que el sistema de Battle Network 6 era massa complicat, per la qual cosa van "restablir" el sistema perquè els nens més petits poguessin jugar; el canvi de perspectiva es va fer per permetre una nova jugabilitat, tot mantenint la sensació de Battle Network .
Per promocionar el nou joc, Capcom va encarregar una sèrie d'anime produïda per ShoPro i Xebec, que va començar a emetre's el 7 d'octubre de 2006,  així com una adaptació al manga de Masaya Itagaki a CoroCoro Comics . Les reserves anticipades japoneses incloïen una rèplica del penjoll de Geo, tot i que aviat van ser retirades del mercat per motius de seguretat.
La música del joc va ser composta per Yoshino Aoki i Mitsuhiko Takano i publicada com el primer disc de la recopilació Shooting Star Rockman 1 & 2 Original Soundtrack  .

## Recepció i llegat

### Vendes
La sèrie Mega Man Star Force va experimentar un descens progressiu en vendes:
- Primera entrega (2006): Les tres versions van vendre 593.675 unitats al Japó fins al 2007 (219.171 unitats el 2006 i 374.504 el 2007).[23][24]
- Segona entrega (2007): Va tenir un rendiment inferior, sense xifres oficials publicades però amb un descens notable respecte al primer lliurament.[25]
- Tercera entrega (2008): Va marcar el punt més baix amb aproximadament 174.426 unitats venudes al Japó, un descens del 70% respecte al primer any.[26]

### Resposta crítica
La recepció crítica va variar entre les entregues:
- Star Force (2006): Crítiques mixtes (mitjanes 58-62/100). Els crítics van destacar la seva semblança excessiva amb Battle Network, però van lloar el sistema Brother Band.[1][20]
- Star Force 2 (2007): Va rebre crítiques més negatives, amb crítiques al guió episòdic i la falta d'innovació.[27]
- Star Force 3 (2008): Considerat el millor tècnicament, amb elogis pel sistema de "Soroll" (Noise) i les noves transformacions.[28]

### Llegat i cancel·lacions
El declivi comercial va portar al final de la sèrie:
- Rockman.EXE: Operate Shooting Star (2009), un crossover amb Battle Network, va vendre menys de 60.000 unitats al Japó.[29]
- Mega Man Star Force 4 va ser cancel·lat després de 18 mesos de desenvolupament (2009-2010) a causa de les baixes vendes de la tercera entrega.[30]
- El projecte cancel·lat preveia un to més fosc amb un Geo adolescent i un nou personatge descendent de Lan Hikari.[30]

La següent taula resumeix l'evolució de la saga:
| Joc                   | Any  | Vendes Japó   | Puntuació mitjana |
| --------------------- | ---- | ------------- | ----------------- |
| Mega Man Star Force   | 2006 | 593.675       | 60/100            |
| Mega Man Star Force 2 | 2007 | No publicades | Inferior a SF1    |
| Mega Man Star Force 3 | 2008 | 174.426       | 71/100            |

Fonts: Dades compilades de Geimin, Famitsu i Metacritic